# 반야바라밀다심경소
반야바라밀다심경소(般若波羅蜜多心經疏)는 충청북도 청주시 흥덕구 청주고인쇄박물관에 있는, 고려 의천이 1093년에 개성 흥왕사에서 간행한 것을 조선 세조 때 간경도감에서 번각한 것이다. 2019년 3월 8일 충청북도의 유형문화재 제376호로 지정되었다.

## 개요
'반야바라밀다심경소'는 고려 의천이 1093년에 개성 흥왕사에서 간행한 것을 조선 세조 때 간경도감에서 번각한 것이다. 이 책 권말에는 1472년 인수대비 발원의 김수온 발문이 갑인자 소자로 인쇄되어 첨부되어 있고, 원간본(1093)과 중수기록(1462)이 함께 인쇄되어있다. 본 판본은 불경에 대한 연구논문과 주석서들을 담고 있고, 보존상태가 양호하며, 고려시대 불경 연구 자료로의 가치가 매우 높다.

## 참고 문헌
- 반야바라밀다심경소 - 국가유산청 국가유산포털